# (8168) Rogerbourke
(8168) Rogerbourke (1991 FK1) – planetoida z pasa głównego asteroid okrążająca Słońce w ciągu 3,71 lat w średniej odległości 2,4 au. Odkryta 18 marca 1991 roku.